# Temporada 1968-69 de Los Angeles Lakers
La temporada 1968-69 fue la vigésimo primera de los Lakers en la NBA, y la novena en su ubicación en Los Ángeles, California. La temporada regular acabaron con 55 victorias y 27 derrotas, ocupando el primer puesto de la División Oeste y clasificándose para los playoffs, en los que cayeron en las Finales ante los Boston Celtics.

## Elecciones en elDraft
| Ronda | Puesto | Jugador       | Posición  | Nacionalidad   | Universidad          |
| ----- | ------ | ------------- | --------- | -------------- | -------------------- |
| 1     | 11     | Bill Hewitt   | Ala-Pívot | Estados Unidos | Southern California  |
| 4     | 45     | Ed Biedenbach | Base      | Estados Unidos | North Carolina State |
| 15    | 187    | Johnny Baum   | Alero     | Estados Unidos | Temple               |

## Temporada regular
| División Oeste           | División Oeste | División Oeste | División Oeste | División Oeste | División Oeste | División Oeste | División Oeste | División Oeste |
| Equipo                   | G              | P              | %              | PD             | Casa           | Fuera          | Neutral        | Div            |
| ------------------------ | -------------- | -------------- | -------------- | -------------- | -------------- | -------------- | -------------- | -------------- |
| x-Los Angeles Lakers     | 55             | 27             | .671           | –              | 32–9           | 21–18          | 2–0            | 30–10          |
| x-Atlanta Hawks          | 48             | 34             | .585           | 7              | 28–12          | 18–21          | 2–1            | 26–14          |
| x-San Francisco Warriors | 41             | 41             | .500           | 14             | 22–19          | 18–21          | 1–1            | 20–20          |
| x-San Diego Rockets      | 37             | 45             | .451           | 18             | 25–16          | 8–25           | 4–4            | 20–20          |
| Chicago Bulls            | 33             | 49             | .402           | 22             | 19–21          | 12–25          | 2–3            | 19–21          |
| Seattle SuperSonics      | 30             | 52             | .366           | 25             | 18–18          | 6–29           | 6–5            | 15–23          |
| Phoenix Suns             | 16             | 66             | .195           | 39             | 11–26          | 4–28           | 1–12           | 8–30           |

## Playoffs

### Semifinales de División
Los Angeles Lakers vs. San Francisco Warriors
| Fecha       | Partido                                            | Ciudad        |
| ----------- | -------------------------------------------------- | ------------- |
| 26 de marzo | Los Angeles Lakers 94, San Francisco Warriors 99   | Los Ángeles   |
| 28 de marzo | Los Angeles Lakers 101, San Francisco Warriors 107 | Los Ángeles   |
| 31 de marzo | San Francisco Warriors 98, Los Angeles Lakers 115  | San Francisco |
| 2 de abril  | San Francisco Warriors 88, Los Angeles Lakers 103  | San Francisco |
| 4 de abril  | Los Angeles Lakers 103, San Francisco Warriors 98  | Los Ángeles   |
| 5 de abril  | San Francisco Warriors 78, Los Angeles Lakers 118  | San Francisco |
|             | Los Angeles Lakers gana las series 4-2             |               |

### Finales de División
Los Angeles Lakers vs. Atlanta Hawks
| Fecha       | Partido                                   | Ciudad      |
| ----------- | ----------------------------------------- | ----------- |
| 11 de abril | Los Angeles Lakers 95, Atlanta Hawks 93   | Los Ángeles |
| 13 de abril | Los Angeles Lakers 104, Atlanta Hawks 102 | Los Ángeles |
| 15 de abril | Atlanta Hawks 99, Los Angeles Lakers 86   | Atlanta     |
| 17 de abril | Atlanta Hawks 85, Los Angeles Lakers 100  | Atlanta     |
| 20 de abril | Los Angeles Lakers 104, Atlanta Hawks 96  | Los Ángeles |
|             | Los Angeles Lakers gana las series 4-1    |             |

### Finales de la NBA
Los Angeles Lakers vs. Boston Celtics
| Fecha       | Partido                                    | Ciudad      |
| ----------- | ------------------------------------------ | ----------- |
| 23 de abril | Los Angeles Lakers 120, Boston Celtics 118 | Los Ángeles |
| 25 de abril | Los Angeles Lakers 118, Boston Celtics 112 | Los Ángeles |
| 27 de abril | Boston Celtics 111, Los Angeles Lakers 105 | Boston      |
| 29 de abril | Boston Celtics 89, Los Angeles Lakers 88   | Boston      |
| 1 de mayo   | Los Angeles Lakers 117, Boston Celtics 104 | Los Ángeles |
| 3 de mayo   | Boston Celtics 99, Los Angeles Lakers 90   | Boston      |
| 5 de mayo   | Los Angeles Lakers 106, Boston Celtics 108 | Los Ángeles |
|             | Boston gana las finales 4-3                |             |

## Estadísticas
| Rk | Jugador          | Edad | P  | PT | MP   | TC  | TCI  | %TC  | TL  | TLI  | %TL  | RB   | AS  | FP  | PTS  |
| -- | ---------------- | ---- | -- | -- | ---- | --- | ---- | ---- | --- | ---- | ---- | ---- | --- | --- | ---- |
| 1  | Wilt Chamberlain | 32   | 81 |    | 45.3 | 7.9 | 13.6 | .583 | 4.7 | 10.6 | .446 | 21.1 | 4.5 | 1.8 | 20.5 |
| 2  | Elgin Baylor     | 34   | 76 |    | 40.3 | 9.6 | 21.5 | .447 | 5.5 | 7.5  | .743 | 10.6 | 5.4 | 2.7 | 24.8 |
| 3  | Jerry West       | 30   | 61 |    | 39.2 | 8.9 | 19.0 | .471 | 8.0 | 9.8  | .821 | 4.3  | 6.9 | 2.6 | 25.9 |
| 4  | Keith Erickson   | 24   | 77 |    | 25.6 | 3.4 | 8.2  | .420 | 1.6 | 2.3  | .686 | 4.0  | 2.5 | 2.9 | 8.4  |
| 5  | Mel Counts       | 27   | 77 |    | 24.2 | 5.1 | 11.3 | .450 | 2.3 | 2.9  | .805 | 7.8  | 1.4 | 2.9 | 12.4 |
| 6  | Johnny Egan      | 30   | 82 |    | 22.0 | 3.0 | 7.3  | .412 | 2.5 | 2.9  | .850 | 1.8  | 2.6 | 2.5 | 8.5  |
| 7  | Freddie Crawford | 27   | 81 |    | 20.9 | 2.6 | 5.6  | .465 | 1.0 | 1.9  | .539 | 2.7  | 1.9 | 2.8 | 6.2  |
| 8  | Tom Hawkins      | 32   | 74 |    | 20.4 | 3.1 | 6.2  | .499 | 0.8 | 2.0  | .411 | 3.6  | 1.1 | 2.3 | 7.1  |
| 9  | Bill Hewitt      | 24   | 75 |    | 19.4 | 3.2 | 7.0  | .453 | 0.8 | 1.4  | .575 | 4.4  | 1.0 | 1.9 | 7.2  |
| 10 | Cliff Anderson   | 24   | 35 |    | 8.3  | 1.3 | 3.1  | .407 | 1.3 | 2.3  | .573 | 1.3  | 0.9 | 1.7 | 3.9  |
| 11 | Jay Carty        | 27   | 28 |    | 6.9  | 1.2 | 3.2  | .382 | 0.3 | 0.4  | .727 | 2.1  | 0.4 | 1.1 | 2.7  |

## Galardones y récords
| Jugador          | Galardón                                                                     |
| Elgin Baylor     | Mejor Quinteto de la NBA All-Star                                            |
| Jerry West       | 2.º Mejor quinteto de la NBA 2.º Mejor quinteto defensivo de la NBA All-Star |
| Bill Hewitt      | Mejor quinteto de rookies de la NBA                                          |
| Wilt Chamberlain | All-Star                                                                     |